# R-One KAT-TUN
R-One KAT-TUN（アールワン カトゥーン）とは、KAT-TUNの上田竜也と中丸雄一の二人がパーソナリティを務めていた文化放送のラジオ番組。

## 概要
- 2006年4月5日より放送開始。文化放送『レコメン!』内で、毎週水曜日24:00 - 24:30の間放送されていた。
- 2007年4月3日から放送時間が毎週火曜の同時刻に変更された。これは、KAT-TUNの初冠番組である日本テレビ系列カートゥンKAT-TUNの放送開始に伴うもの。この時の番組移行に伴い、コーナーが大幅にリニューアルされた。
- 稀にKAT-TUNの他メンバーからコメント等が届く。
- 2006年12月13日の放送では、2人が『レコメン!』にゲストとして登場したこともあり生放送で行われた。
- 2009年の5月にKAT-TUNが東京ドームでコンサートを行った際、その楽屋で番組収録を行った。その回には田口淳之介がゲスト出演した。
- 2011年10月から放送時間が毎週月曜の同時刻に変更された。
- 2012年3月26日に放送終了（第312回目）。
- 後継番組は上田を外し田中聖と田口淳之介を加えたKAT-TUNのがつーん（2012年4月2日開始）。

### 過去・放送されていたコーナー
R-Oneバトル
「R-One宣言」の発展コーナー。リスナー2人に電話を繋ぎ、「自分が一番だと思う自慢」に関してリスナー同士が直接対決を行う。
アルティメットハンター対決
「ハンターチャンス」の発展コーナー。リスナーが上田チームと中丸チームに分かれ、PK方式で相手を笑わせる対決を行う。三回負けると罰ゲームが決定する。
- 最初の罰ゲーム執行者は中丸。

勝運大明神（隔週）
リスナーが上田大明神・中丸大明神からありがたい一言を頂くコーナー。
しかし大抵中丸大明神の一言は｢頑張れ｣であった。
反省会（毎週）
コーナーの最後の2分くらいで上田・中丸が互いにその日の放送での反省点をあげる。中丸から上田へのダメだしが多い。
いっしょに話そうゲゲゲのゲ（隔週）
リスナーが中丸雄一、上田竜也に電話で悩みを相談するコーナー。相談が殺到し電話で対処出来ない場合は、「2人で話そうゲゲゲのゲ」として一度に数件の相談を解決する。
R-One宣言（毎週）
リスナーの「自分が一番だと思うこと」を紹介するコーナー。
リスナーリサーチ 上丸対決（不定期）
上田・中丸からリスナーへ質問をし、回答結果をクイズ形式で発表するコーナー。
第1回　「これまで付き合った人数」
第2回　「最も印象に残っている告白場所」
第3回　「男の人に冷めた瞬間は？」
第4回　「男の人から貰いたいプレゼントは？」
第5回　「男の人に対して何フェチか」
第6回　「恋人の年齢いくつ上までOK？」
第7回　「自分の自慢できる体の部位は？下ネタOK」
第8回　「ルックスと性格、恋人を選ぶ時に重要なのはどっち？」
第9回　「携帯に登録している男友達の数」
ハンターチャンス（毎週）
身の回りで起こった面白い出来事を報告する。いかに上田を笑わせられるかがポイント。
内緒の質問
上田・中丸がリスナーの質問に答えるコーナー。但し質問部分は公表されず、その回答のみが放送される。ちなみに、K太郎は毎回内緒の質問の質問部分を探ろうとしている。
ロケットスタートのコーナー　
番組に勢いをつけるために、ロケットメールを発表する。ロケットスタートできるかは、上田くんが判定する。
上田・中丸　相談したりされたり（旧：相談してきました）
「いっしょに話そうゲゲゲのゲ」の発展コーナー。リスナーの悩みを上田・中丸の友人や家族など周囲にも相談し、その回答を相談者に電話で伝える。2008年4月からは「相談したりされたり」と改題し、
上田・中丸から、気になることをリスナーに相談したり、リスナーからの相談にも答えるというコーナーである。
mail-One KAT-TUN
リスナーから届いたメールを紹介するコーナー。
KAT-TUNの微妙な噂
KAT-TUNに対する嘘か本当なのか分からない「微妙な噂」を紹介するコーナー。
竜也上田の盛り上がる話
上田が盛り上がる話のネタをリスナーから募集し紹介するコーナー。
コーナー名は人志松本のすべらない話のパロディ。
上田講師のスパルタ恋愛塾
「大人の恋愛の悩み」を電話で解決するコーナー。
中丸おじいちゃんのお説教
中丸おじいちゃんがリスナーからちくりで最近の若い女の子にお説教するコーナー
開始当初は２枚しか手紙が来なかった。
反省会が進化したエンディングのコーナー
今週のR-ONE急上昇ワードを発表するコーナー。番組内で盛り上がった時の言葉を発表するコーナーとなっている。

## ゲスト
- 2006年12月13日：K太郎
- 2007年4月17日：亀梨和也
- 2007年7月31日：K太郎(mail-one KAT-TUNの途中から)
- 2010年2月9日：田口淳之介 田中聖

## その他
- 「反省会」では、収録が終わった後、スタッフに会話をいつも録られているという設定だった。(だが、第一回目放送時のみ、本当に録られているようであった。)
- 中丸は初期のころ『○○大好き、中丸雄一です』と挨拶していた。
- 中丸は23歳の誕生日プレゼントとして、今までに挨拶で言った物全て(生もの以外)を番組からプレゼントされた。
- 上田は23歳の誕生日で番組スタッフからいろんなボクシング漫画の1巻だけをプレゼントされた（その中にメンバーの亀梨が主演を務めたドラマ「1ポンドの福音」の原作本もあった。）。
- 中丸は第33回放送に遅刻した（オープニング終了直前に到着）。
- その後、図々しくも上田の曲紹介を遮り、曲紹介をした。
- リニューアル以前の番組は、前半1コーナー＋後半1コーナー＋「R-One宣言」＋「ハンターチャンス」の4コーナーで構成されていた。
- 夏休み期間中はスペシャル番組と称し、前後半を通して一つのコーナーを行っていた。
- サブタイトル『ニコニコラジオ』認定はされていないが、中丸が挨拶し終った後、上田が「ニコニコラジオGO!SHOW!HA!、今週は○○回目の放送」という。だが最近、他のラジオ番組とかぶっている事が判明。59回目は『ニコニコラジオりんこだぷー』となったが、もうすでに元に戻した。